# Micrabaciidae
Micrabaciidae Vaughan, 1905 è una famiglia di madrepore della sottoclasse degli Esacoralli.

## Descrizione
La famiglia comprende madrepore solitarie, di forma discoidale, a base piatta o leggermente convessa, che vivono adagiate sul substrato. I setti e le coste dei coralliti si fondono in una matrice trabecolata altamente porosa.
I coralliti del più grande esemplare noto (Letepsammia sp.) ha un diametro caliculare di circa 50 mm, ma la maggior parte delle specie hanno dimensioni di meno della metà.

## Biologia
La famiglia comprende esclusivamente specie azooxantellate, cioè prive di zooxantelle simbionti.

## Distribuzione e habitat
Sebbene non molto comuni, le specie di questa famiglia hanno una distribuzione cosmopolita, essendo presenti in tutti gli oceani compreso l'Antartico, a profondità comprese tra 49 e 5000 m.

## Tassonomia
La famiglia comprende i seguenti generi:
- Leptopenus Moseley, 1881
- Letepsammia Yabe & Eguchi, 1932
- Micrabacia Milne Edwards & Haime, 1849 †
- Rhombopsammia Owens, 1986
- Stephanophyllia Michelin, 1841